# مجرة مظلمة
مجرة مظلمة (بالإنجليزية: Dark galaxy)‏، وهي مجرة افتراضية لا تحتوي على أي نجوم، أو تحتوي على بضعة منها فقط. حصلت هذه المجرات على اسمها بسبب افتقارها للنجوم المرئية، ولكن يمكن أن تُرصد هذه المجرات إذا كانت تحتوي على كميات كبيرة من الغازات. افترض علماء الفلك وجود هذه المجرات المظلمة منذ فترة طويلة، ولكن لا توجد أي أمثلة مؤكدة على وجودها حتى يومنا هذا. وتختلف هذه المجرات المظلمة عن السحب الغازية بين المجرية الناتجة عن التفاعلات المدية بين المجرات، لأن هذه السحب الغازية لا تحتوي على مادة مظلمة، ولهذا تعتبر هذه السحب الغازية غير مؤهلة لتُصنَف على أنها مجرات من الناحية الفنية. ويعتبر التمييز بين السحب الغازية بين المجرية والمجرات أمرًا صعبًا؛ فكل الأجرام المرشحة لتكون مجرات مظلمة تبين بالنهاية أنها سحب غازية مدية. وتضمن أفضل هذه الأجرام المرشحة المجرة HI1225+01، والمجرة AGC229385، والعديد من السحب الغازية المرصودة خلال دراسة النجوم الزائفة.
صرح علماء الفلك، يوم 25 أغسطس عام 2016، أن المجرة دراغون فلاي 44 مكونة بالكامل تقريبًا من المادة المظلمة، وهي مجرة منتشرة هائلة (UDG) بكتلة مجرة درب التبانة، ولكن لا تحتوي على أي نجوم ملحوظة أو بنية مجرية.

## الأدلة الرصدية
تبحث عمليات المسح الفلكي باستخدام المراصد الراديوية الحساسة منخفضة الدقة مثل مرصد أرسيبو ومرصد باركس عن انبعاثات خط 21 سنتيمتر للهيدروجين الذري في المجرات، ثم تُطابَق بيانات هذه العمليات مع بيانات عمليات المسح القائمة على الرصد البصري لتحديد الأجرام التي لا يمكن مطابقتها بصريًا، أي المصادر التي لا تحتوي على نجوم.
يمكن أن يبحث علماء الفلك عن المجرات المظلمة بطريقة أخرى من خلال البحث عن خطوط امتصاص الهيدروجين في أطياف خلفية النجوم الزائفة. وكشفت هذه الطريقة عن العديد من السحب الهيدروجينية بين المجرية، ولكن يعتبر متابعة هذه الأجرام المرشحة لتكون مجرات مظلمة أمرًا صعبًا، فهذه المصادر غالبًا ما تكون بعيدةً للغاية، ويُغطي الضوء الساطع للنجوم الزائفة عليها بصريًا.

## طبيعة المجرة المظلمة

### الأصل
وجد علماء الفلك سحابة غازية عام 2015 باسم VIRGOHI21 وحاولوا تحديد ماهيتها وسبب تأثيرها الجاذبيّ الشديد على المجرة مسييه 99. واستنتج البعض، بعد مرور سنوات من المحاولات لتفسير هذه الظاهرة، إلى أن هذه السحابة عبارة عن مجرة مظلمة؛ بسبب تأثيرها الهائل على مجرة مسييه 99.

### الحجم
يعتبر حجم هذه المجرات المظلمة غير معلوم؛ فهي لا تُرى باستخدام المراصد العادية. ووُضعت العديد من التقديرات لأحجامها تراوحت بين ضعف حجم مجرة درب التبانة إلى حجم أحد النجوم الزائفة الصغيرة.

### البنية
تتكون المجرات المظلمة من المادة المظلمة. وعلاوةً على ذلك، تتكون هذه المجرات نظريًا من الهيدروجين والغبار. يدعم بعض العلماء فكرة أن هذه المجرات يمكن أن تضم نجومًا. ما زال التركيب الدقيق لهذه المجرات غير معروف حتى الآن؛ فلا توجد أي طريقة حاسمة يمكن استخدامها لرصد إحدى هذه المجرات. ومع ذلك، يُقدر علماء الفلك كتلة الغاز في هذه المجرات بنحو مليار كتلة شمسية.

### منهجية رصد الأجرام المظلمة
لا تحتوي المجرات المظلمة على نجوم مرئية، ولا تُرى باستخدام المراصد البصرية. ويعتبر «مسح أرسيبو الفلكي للبيئة المجرية» أحد الدراسات الحالية التي تستخدم مرصد أرسيبو الراديوي للبحث عن المجرات المظلمة، والتي يتنبأ العلماء باحتوائها على كميات يمكن رصدها من الهيدروجين المتعادل. ويمكن أن يكون مرصد أرسيبو مفيدًا عند فشل المراصد الأخرى في رصد هذه المجرات؛ بسبب قدرته على رصد انبعاثات الهيدروجين المتعادل، خاصةً خط 21 سنتيمتر.

## اقرأ أيضا
- مجرة محدبة
- مجرة حلزونية
- مجرة إهليجية
- نجم
- مجرة
- قزم أبيض
- عملاق أحمر
- الانفجار العظيم
- خط زمني للانفجار العظيم
- نجم نيوتروني
- ثقب أسود

## وصلات خارجية
- موقع الكون